# Poulet de chair de Zingem
Pour les articles homonymes, voir Pondeuse de Zingem.
Le Poulet de chair de Zingem (Zingems vleeshoen) est une race de poule domestique.

## Description
C'est une très bonne volaille de chair, à croissance rapide, tranquille et familière dont la ponte est satisfaisante. Haute sur pattes et trapue, au corps rectangulaire, aux tarses lisses et solides avec une queue petite, bien fournie et portée à 40°. Les ailes sont plutôt courtes et horizontales, le plumage est serré au corps. La poule est une bonne couveuse. Crête à pois.

### Origine
Originaire de Belgique. Créé en 1955 par M. Van Ceulebroeck, issue du croisement de White Cornish et de Malines Blanche. C'est en 1965 qu'une commission spéciale belge donne un avis favorable à sa reconnaissance

### Standardofficiel
- Masse idéale : coq, 5,5 kg ; poule, 4 kg
- Crête : à pois
- Oreillons : rouges
- Couleur des yeux : rouge-orangé
- Couleur de la peau : blanc
- Couleur des tarses : blanc
- Variétés de plumage : uniquement blanc
- Œufs à couver : min. 65g, coquille brune
- Diamètre des bagues : coq, 24mm ; poule, 22mm

## Sources
- Le Standard officiel des volailles (Poules, oies, dindons, canards et pintades), édité par la SCAF.
- Le Standard des races belges (Belgique).